# جردن لفور
جردن لفور (انگلیسی: Jordan Lefort؛ زادهٔ ۹ اوت ۱۹۹۳) بازیکن فوتبال اهل فرانسه است.
از باشگاه‌هایی که در آن بازی کرده‌است می‌توان به باشگاه ورزشی آمیان اشاره کرد.